# Czerniak (Mrągowo)
Czerniak [ˈt͡ʂɛrɲak] (deutsch Schwarzwald) ist ein kleiner Ort in der polnischen Woiwodschaft Ermland-Masuren und gehört zur Gmina Mrągowo (Landgemeinde Sensburg) im Powiat Mrągowski (Kreis Sensburg).

## Geographische Lage
Czerniak liegt inmitten der Woiwodschaft Ermland-Masuren, fünf Kilometer nördlich der Kreisstadt Mrągowo (deutsch Sensburg).

## Geschichte
Der kleine Gutsort Schwarzwald wurde um 1850 gegründet. Es war ein Vorwerk im Gutsbezirk Seehesten (polnisch Szestno) und gehörte bis 1945 zum Kreis Sensburg im Regierungsbezirk Gumbinnen (ab 1905 Regierungsbezirk Allenstein) in der preußischen Provinz Ostpreußen. 1867 waren hier 38, 1885 noch 36 und 1905 nur noch 55 Einwohner gemeldet. Am 30. September 1928 wurde das Gut Schwarzwald innerhalb des Gutsbezirks Seehesten mit diesem in die Landgemeinde Seehesten eingegliedert.
Mit dem gesamten südlichen Ostpreußen kam Schwarzwald 1945 in Kriegsfolge zu Polen und erhielt die polnische Namensform Czerniak. Heute ist es eine Ortschaft innerhalb der Gmina Mrągowo (Landgemeinde Sensburg) im Powiat Mrągowski (Kreis Sensburg), bis 1998 der Woiwodschaft Olsztyn (Allenstein), seither der Woiwodschaft Ermland-Masuren zugeordnet.

## Kirche
Bis 1945 gehörte Gut Schwarzwald zum Kirchspiel der evangelischen Kirche Seehesten in der Kirchenprovinz Ostpreußen der Evangelischen Kirche der Altpreußischen Union, außerdem zur katholischen Kirche St. Adalbert Sensburg im damaligen Bistum Ermland.
Heute gehört Czerniak zur katholischen Pfarrkirche Szestno im jetzigen Erzbistum Ermland in der polnischen katholischen Kirche sowie zur evangelischen Pfarrkirche Mrągowo in der Diözese Masuren der Evangelisch-Augsburgischen Kirche in Polen.

## Verkehr
Der abgelegene Ort Czerniak ist lediglich über einen Landweg von Szestno (Seehesten) aus zu erreichen. Eine Anbindung an das Schienennetz besteht nicht.